# 宮地町 (岡崎市)
宮地町（みやじちょう）は、愛知県岡崎市の町名。7の小字が設置されている。

## 地理
岡崎市南西部に位置し、東から北は上和田町、西は法性寺町に接する。

### 小字
- 北浦（きたうら）
- 郷西（ごうにし）
- 郷東（ごうひがし）
- 寺北（てらきた）
- 馬場（ばば）
- 前畑（まえばた）
- 柳畑（やなぎばた）

## 世帯数と人口
2021年（令和元年）4月1日現在の世帯数と人口は以下の通りである。
| 町丁   | 世帯数    | 人口    |
| ------ | --------- | ------- |
| 宮地町 | 1,057世帯 | 2,547人 |

## 学区
| 番・番地等 | 小学校                   | 中学校                 | 高等学校普通科 |
| ---------- | ------------------------ | ---------------------- | -------------- |
| 全域       | 岡崎市立六ツ美西部小学校 | 岡崎市立六ツ美北中学校 | 三河学区       |

## 歴史
碧海郡宮地村を前身とする。

### 町名の由来
当地に糟目犬頭大明神が所在することによる。

### 沿革
- 1889年（明治22年）10月1日 - 町村制施行・合併に伴い、碧海郡糟海村大字宮地となる[7]。
- 1906年（明治39年）5月1日 - 合併に伴い、六ツ美村大字宮地となる[8]。
- 1958年（昭和33年）10月15日 - 町制施行に伴い、六ツ美町大字宮地となる[8]。
- 1962年（昭和37年）10月15日 - 岡崎市へ編入し、同市宮地町となる[8]。

## 施設
- みやこ第二幼稚園
- 糟目犬頭神社
- 妙國寺

## その他

### 日本郵便
- 郵便番号 : 444-0202[2]（集配局：岡崎郵便局[9]）。